# Президент Малі
Президент Малі — глава держави Малі. З проголошенням незалежності Малі в 1960 р. згідно перших редакцій конституції Малі президент був одночасно і головою держави і головою уряду Малі, крім того ще й очолював правлячу партію і був головнокомандуючим збройними силами. Але в 90-х роках 20-го ст. і 2000-их відбулись певні зміни, частина повноважень була передана прем'єр-міністру Малі, хоча все-таки більшість влади залишилась у президента.

## Перелік президентів Малі
- 22.9.1960 — 19.11.1968 — Модібо Кейта
- 19.11.1968 — 26.3.1991 — Муса Траоре
- 26.3.1991 — 6.1992 — Амаду Тумані Туре
- 8.6.1992 — 8.6.2002 — Альфа Умар Конаре
- 8.6.2002 — 22.3.2012 — Амаду Тумані Туре (2 — ий раз)
- 22.3 — 4.2012 — Амаду Саного
- 4.2012 — 4.9.2013 — Діонкунда Траоре
- 4.9.2013 — 19.8.2020 — Ібрагім Бубакар Кейта
- 19.8.2020 — 25.9.2020  Ассімі Гойта
- 19.8.2020 —25.5.2021  Ба Ндау
- 25.5.2021 — наш час Ассімі Гойта